# 후지 미디어 홀딩스
주식회사 후지 미디어 홀딩스(株式会社フジ・メディア・ホールディングス, FUJI MEDIA HOLDINGS, INC.)는 도쿄도 미나토구 다이바에 본사를 두는 일본의 미디어 그룹인 후지산케이 그룹의 지주회사. 일본의 첫 인정 방송 지주회사이다.
후지 TV, 닛폰 방송, 분카 방송, 포니 캐년 등을 산하로 가진다.

## 개요
1957년 11월 18일에 '주식회사 후지 TV'(株式会社富士テレビジョン)로 설립됐다. 1958년 12월, 상호를 '주식회사 후지 TV'(株式会社フジテレビジョン)로 변경했다.
1967년 12월에 후지 TV, 산케이 신문, 닛폰 방송, 분카 방송이 중심으로 돼 '후지산케이 그룹' 결성했다.
2008년 10월 1일에 후지 TV가 인정 방송 지주회사 체제로 이행했고, 상호를 '주식회사 후지 미디어 홀딩스'(株式会社フジ・メディア・ホールディングス)로 변경했다. 텔레비전 방송 사업을 신설한 '주식회사 후지 TV'(株式会社フジテレビジョン)으로 승계했다. 라이브도어에 대한 손해배상 청구 소송에 관한 권리 등은 신설 회사로 승계하지 않고 계속 보유하고 있다.
인정 방송 지주회사로는 지상파 방송사인 후지 TV, 닛폰 방송, 센다이 방송, 위성 방송사인 BS후지, 새틀라이트 서비스(サテライト・サービス)를 연결 자회사화했고, 여러 후지 네트워크 계열국, WOWOW, 니혼 에이가 방송(日本映画放送) 등을 지분법 적용 관련 회사화했으며, 계열 내외의 여러 방송사에 출자하고 있다. 본국 지주회사의 계열국의 자회사화는 일본 처음이자 유일한 사례이다.
인정 방송 지주회사 체제로의 이행 이후, 후지산케이 그룹 각사가 보유하고 있던 지상계 기간 방송사 주식의 대부분은 후지 미디어 홀딩스로 집약되고 있다. 더욱이, 일부 라디오 방송국 주식에 대해서는 계속 닛폰 방송, 센다이 방송 등이 보유하고 있다.

## 연혁
- 1957년 11월 18일 - '주식회사 후지 TV'(株式会社富士テレビジョン, 도쿄도 지요다구 유라쿠정 1초메 7번지, 자본금 6억 엔) 설립
- 1958년 12월 1일 - 상호를 '주식회사 후지 TV'(株式会社フジテレビジョン)로 변경
- 1959년
  - 1월 - 도쿄도 신주쿠구 이치가야카와다정 7번지에 본사 건물이 완성
  - 1월 9일 - 일본 우정성에서 본 면허 교부
  - 2월 8일 - 시험 방송 시작
  - 3월 1일 - 오전 9시 20분, 후지 TV 개국. 영상 출력 10kw
- 1962년 12월 1일 - 본점을 도쿄도 신주쿠구 이치가야카와다정 7번지로 이전
- 1967년 12월 1일 - 후지산케이 그룹 결성
- 1995년 4월 1일 - 경영 체질 강화를 위해 주식회사 후지산케이 그룹 본사를 흡수 합병
- 1996년 6월 28일 - FCG 빌딩 준공
- 1997년 3월 10일 - FCG 빌딩으로의 이전 완료
- 1997년 4월 1일 - 본점을 도쿄도 미나토구 다이바 2초메 4번 8호로 이전
- 1997년 8월 8일 - 도쿄 증권거래소 재1부에 상장
- 2005년 9월 1일 - 간이 주식 교환으로 주식회사 닛폰 방송(구 법인, '주식회사 닛폰 방송 홀딩스'(株式会社ニッポン放送ホールディングス)로의 상호 변경을 거치고 흡수 합병)을 완전 자회사화. 후지 TV가 명실 공히 후지산케이 그룹의 사업 지주회사로 됨
- 2006년 4월 1일 - 주식회사 닛폰 방송 홀딩스(닛폰 방송 구 법인)을 흡수 합병
- 2008년 9월 4일 - 방송 지주회사의 인정을 받음
- 2008년 10월 1일 - 인정 방송 지주회사로 이행하고 상호를 '주식회사 후지 미디어 홀딩스'(株式会社フジ・メディア・ホールディングス)로 변경. 신설 분할로 텔레비전 방송 사업을 신설 '주식회사 후지 TV'에 승계
- 2011년 4월 1일 - 간이 주식 교환으로 주식회사 BS후지를 완전 자회사화
- 2012년 3월 8일 - 공개매수로 주식회사 산케이 빌딩(株式会社サンケイビル)을 완전 자회사화
- 2016년 12월 20일 - 주식 취득으로 주식회사 센다이 방송을 연결 자회사화
- 2022년 4월 4일 - 도쿄 증권거래소의 시장 구분 재검토로 시장 제1부에서 프라임 시장으로 이행

## 자본 구성
'후지 미디어 홀딩스' 및 '후지 TV(2008년 9월 30일 이전)'의 자본 구성.
기업·단체는 당시 명칭.

### 2023년 3월 31일
2023년 3월 31일(2022년도기 말)
- 발행 주식 총수: 234,194,500주
- 주주 수: 44,251

| 주주                                                                                             | 주식 수      | 비율   |
| ------------------------------------------------------------------------------------------------ | ------------ | ------ |
| 일본 마스터 트러스트 신탁 은행(日本マスタートラスト信託銀行)(신탁)                               | 25,166,700주 | 11.17% |
| 도호                                                                                             | 18,572,100주 | 8.24%  |
| 분카 방송                                                                                        | 07,792,000주 | 3.46%  |
| NTT 도코모                                                                                       | 07,700,000주 | 3.42%  |
| 일본 커스터디 은행(日本カストディ銀行)(신탁)                                                     | 07,248,200주 | 3.22%  |
| 간사이 텔레비전 방송                                                                             | 06,146,100주 | 2.73%  |
| NORTHERN TRUST CO. (AVFC) RE SILCHESTER INTERNATIONAL INVESTORS INTERNATIONAL VALUE EQUITY TRUST | 05,606,300주 | 2.49%  |
| 스테이트 스트리트 뱅크 앤 트러스트 컴퍼니 505001                                                 | 05,329,265주 | 2.36%  |
| 일본 마스터 트러스트 신탁 은행(퇴직 급부 신탁·주식회사 덴쓰)                                     | 04,650,000주 | 2.06%  |
| 야쿠르트 혼샤                                                                                    | 03,969,000주 | 1.76%  |

### 외국인 등이 소유하는 의결권 개수 문제
2015년 3월 31일, 후지 미디어 홀딩스에 따르면 당사의 외국인 등의 의결권 수는 468,375개이다. 전파법 제5조 및 방송법 제93조는 방송사의 외국인이 소유하는 의결권의 개수가 전 의결권 개수의 5분의 1(20%)를 넘는 것을 금지하고 있기에 2015년 3월 31일, 후지 미디어 홀딩스가 방송법 제106조의 규정에 기반해 명의 개서를 거부한 외국인 등이 보유한 의결권 개수는 244,148개로 되어있다. 후지 미디어 홀딩스가 개시한 자료에 기재된 총 의결권 개수(2,341,879개)에서 외국인 등의 의결권 개수(468,375개)로 명의 개서로 된 외국인 등의 의결권 개수(244,148개)를 빼는 것으로 일본인 주주가 가지는 의결권 개수가 도출된다(1,629,356개). 명의 개서를 거부한 외국인 등(2015년 3월 31일 시점에서의 개수는 244,148개)에는 주주 총회의 소집 통지가 발송됐지 않았기에 2015년 6월 25일에 행해진 후지 미디어 홀딩스의 주주 총회는 468,375개의 의결권을 소유한 외국인 주주와 1,629,356개의 의결권을 소유한 일본인 주주로 행해지는 것으로 됐고, 외국인 주주의 영향력은 의결권 전체의 22.33%로 되는 상태로 되어있다.
468,375개 … 외국인 등의 의결권 개수(주주 총회에 소집) A
244,148개 … 명의 교서 거부로 된 외국인 등의 의결권 개수(주주 총회에 소집되지 않음) B
1,629,356개 … 일본인의 의결권 개수(주주 총회에 소집) C
A + B + C = 2,341,879개(총 의결권 개수)
후지 미디어 홀딩스는 정관에 기반해 외국인 등으로부터의 주식의 명의 교서 청구 등에 의한 주주 명부로의 기재·기록의 거부 등에서 의결권 비율의 19.99%를 유지하고 있지만, 외국인이 3할이 조금 넘는 주식을 보유하고 있고, 전파법·방송법에서 의결권 비율을 5분의 1에 제한되는 방송사의 평균 비율 10.5%와 비교해도 높은 수준인 사실은 바뀌지 않고, 외국으로부터의 영향을 받기 쉬운 잠재적 상황이다. 더욱이 명의 교서를 거부하는 외국인 등에 대해서도 배당금은 지불되고 있다.
후지 미디어 홀딩스는 2014년 에 NEXTEP을 연결자회사(완전자회사)화했으나, 그 때 당사가 의결권의 33.3%를 보유하는 디 컴플렉스(ディ・コンプレックス)의 의결권 공제를 빠트렸고(2012년 9월 말부터 2014년 3월) 해당 기간 중의 유가 증권 보고서로의 기재를 빠트렸음을 2021년 4월에 발표했다. 단, 해당 기간 중 2014년 9월 말 시점에서의 외자 규제에 대해서는 규제의 범위 내임으로 보며 위반을 부정하고 있다. 그후, 4월 7일에 해당 기간의 제거 누락과 그에 동반한 의결권의 외자 규제 상한 초과(20.00048-20.00083%)를 발표했고, 2014년 9월 말 이후는 적절한 조치를 실시하고 있다는 취지도 아울러 공표하고 있다. 이를 근거로 다케다 료타 총무대신은 재도쿄 본국을 포함한 방송국에 대한 조사를 지시했다. TV 아사히 정치부의 오노 다카시(小野孝) 기자는 Abema TIMES에서 '단순한 계산 실수이고 고의는 아니다'라고 설명했다. 모회사의 방송 지주회사 인정의 취소 가능성을 언급하면서 FMH의 자회사(후지 TV·닛폰 방송·BS후지·센다이 방송)의 방송 면허(무선국면허장)와 모회사인 FMH의 방송 지주회사의 인정은 별개로, 바로 방송 면허의 정지나 정파로 되는 것은 아니라고 설명했고, 비슷한 문제로 방송 사업의 인정이 취소된 도호쿠신샤와의 차이도 설명했다. 4월 9일, 다케다 총무대신은 기자회견에서 '인정 시점에서는 외자 규제를 위반하지 않았던 것, 총무상이 파악한 시점에서 일탈을 해소하고 있던 것, 파악 시점에서 엄중 주의와 재발 방지를 재촉한 점.'을 들어 법 해석에 기반해 방송 지주회사의 인정 취소는 현시점에 행하지 않는다고 발표했다.

## 자회사·관련 회사·그 외 출자처
후지 미디어 홀딩스는 방송 사업을 중심으로 미디어 콘텐츠, 도시 개발·관광, 그 외의 3개의 사업 세그먼트로 구성돼있다. 더욱이 회계 보고상의 사업 세그먼트 구분은 후지산케이 그룹의 구분과는 다르다.
후지 미디어 홀딩스의 코퍼레이트 사이트 및 2024년 3월기의 유가 증권 보고서에 기재돼있는 것을 중심으로 기재. 방송사로의 출자 비율에 대해서는 원칙으로 총무성 전파 이용 홈페이지 '기간 방송사의 의결권 보유 상황 등 지상계 방송사(基幹放送事業者の議決権保有状況等 地上系放送事業者)'에 기반해 기재한다.
2018년 3월기까지는 '방송 사업', '제작 사업', '영상 음악 사업', '생활 정보 사업', '광고 사업', '도시 개발 사업', '그 외 사업'의 7개의 세그먼트로 구분돼있었다.
볼드체는 주요 자회사, 표시가 없으면 자회사, ※는 관련 회사, ▲는 자회사·관련 회사 이외의 출자처를 나타낸다.

### 미디어 콘텐츠 사업
지상파 TV 방송을 중심으로 위성(BS·CS) 방송, 라디오 방송, 스트리밍, 다양한 콘텐츠 제작, 게임, 음악, 광고, 출판, 통판 등 폭넓은 사업을 전개한다. 후지산케이 그룹의 후지 TV 그룹 및 닛폰 방송 그룹의 일부 기업과 포니 캐년 그룹 전체를 중심으로 후지산케이 그룹에 속하지 않는 센다이 방송 등의 자회사·관련 회사로 구성돼있다.
- 주식회사 후지 TV(100%)[29]
  - ※ 주식회사 FILM - 후지 TV와 프로덕션 I.G가 합판 출자하는 총합 프로덕션. 2011년 10월, FILM 유한 책임 사업 조합(2006년 1월 설립, FILM은 'Fuji IG Lab for Movies'의 약칭)의 개조로 설립. 사업 내용은 영상 제작, 디자인, VFX, 편집, 각본가 관리)
  - ※니혼 에이가 방송 주식회사(日本映画放送株式会社)(33.3%)
- 주식회사 BS후지(100%)
- 주식회사 닛폰 방송(100%)[29]
  - 주식회사 그레이프(株式会社グレイプ, 닛폰 방송 자회사)
  - ※주식회사 J-WAVE(18.2%)[29]
- 주식회사 센다이 방송(72.3%)※2016년 12월 20일에 연결자회사화[30][29]
- 주식회사 새틀라이트 서비스(サテライト・サービス)(100%)
- ※홋카이도 문화 방송 주식회사(21.0%, 홋카이도 신문의 연결자회사)[29]
- ※주식회사 이와테 멘코이 TV(32.6%)[29]
- ※아키타 TV 주식회사(24.4%)[29]
- ※후쿠시마 TV 주식회사(33.3%)[29]
- ※주식회사 NST 니가타 종합 TV(33.7%)[29]
- ※주식회사 나가노 방송(44.0%)[29]
- ※주식회사 TV 시즈오카(21.0%)[29]
- ※간사이 텔레비전 방송 주식회사(24.9%, 한큐 한신 도호 그룹의 일원)[29]
- ※주식회사 TV 신히로시마(33.5%)[29]
- ※오카야마 방송 주식회사(23.7%)[29]
- ※주식회사 TV 에히메(20.2%)[29]
- ※고치산산 TV 주식회사19.9%)[29]
- ※산인 중앙 TV 방송 주식회사(21.6%)[29]
- ※주식회사 TV 구마모토(24.2%)[29]
- ※오키나와 TV 방송 주식회사(30.2%)[29]
- 주식회사 교도 TV(株式会社共同テレビジョン, 54.4%+간접 보유분 3.3%)
  - 주식회사 교도 에디트(株式会社共同エディット, 교도 TV 자회사)
  - 주식회사 바스크(株式会社バスク, 교도 TV 자회사)
  - 주식회사 반 에이트(株式会社バンエイト, 교도 TV 자회사, FMH와의 합판 출자)
  - 주식회사 베이시스(株式会社ベイシス, 교도 TV 자회사)
  - 주식회사 포닉스(株式会社フォニックス, 교도 TV 자회사, 센트 포스와의 합판)
- 주식회사 후지 크리에이티브 코퍼레이션(FCC)(株式会社フジクリエイティブコーポレーション, 100%)
- 주식회사 NEXTEP(株式会社NEXTEP, 100%)
- 주식회사 후지 아트(株式会社フジアール, 100%)
- 주식회사 후지 미디어 테크놀로지(株式会社フジ・メディア・テクノロジー, 100%, 구 핫포 TV(八峯テレビ). 후지 라이트닝 앤 테크놀로지(フジライティング・アンド・テクノロジイ)와 합병)
- 주식회사 포니 캐년(株式会社ポニーキャニオン, 100%)
  - 주식회사 포니 캐년 음악 출판(株式会社ポニーキャニオン音楽出版, 포니 캐년 자회사)
  - PONYCANYON USA INC.(포니 캐년 자회사)
  - 주식회사 EMP(포니 캐년 자회사)
  - 주식회사 PCI MUSIC(株式会社PCI MUSIC, 포니캐년 자회사)
  - 주식회사 Styrism(株式会社Styrism, 포니 캐년 자회사)
  - 주식회사 드림 스튜디오(株式会社ドリームスタジオ, 포니 캐년 자회사)
  - PONYCANYON KOREA, INC.
  - 波麗佳音娛樂股份有限公司(포니 캐년 자회사) - FMH와의 합판
  - ※메모리 테크 홀딩스 주식회사(メモリーテック・ホールディングス株式会社, 25.2%)
- 주식회사 후지 퍼시픽 뮤직(株式会社フジパシフィックミュージック, 100%)
  - FUJIPACIFIC MUSIC KOREA, INC.
- 임의 조합 후지 뮤직 파트너스(任意組合フジ・ミュージックパートナーズ, 95%, 실질적으로는 후지 퍼시픽 뮤직 산하[주석 2])
  - 주식회사 신코 뮤직 퍼블리셔스(株式会社シンコーミュージック・パブリッシャーズ, 후지 뮤직 파트너스 자회사)
- Fuji Music Group, Inc.(75.64%, 후지 퍼시픽 뮤직 24.36%)
  - ARC MUSIC, INC.(Fuji Music Group, Inc. 자회사)
    - ARC/CONRAD MUSIC, LLC(ARC MUSIC, INC. 자회사)
- 주식회사 DINOS CORPORATION(株式会社DINOS CORPORATION, 100%, 구 디노스 세실(ディノス・セシール))※2021년 3월 1일 부로 세실 사업을 니프티(ニフティ)에 양도
- 주식회사 콰라스(株式会社クオラス, 66.4%)
- 주식회사 후소샤(100%)
  - 주식회사 이쿠호샤(株式会社育鵬社, 후소샤 자회사)
- ※주식회사 TVer(16.4%)
- ※주식회사 산교케이자이 신문(株式会社産業経済新聞社, 40.0%+간접 보유분 5.4%)
- ※주식회사 WOWOW(17.2%)

### 도시 개발·관광 사업
오피스 빌딩의 개발·임대·관리, 상업 시설이나 음식점의 운영, 맨션의 판매·임대 등의 사업을 전개하고 있다. 또, 호텔이나 해양 레저 시설의 운영 등 관광 리조트 사업도 다룬다. 후지산케이 그룹의 산케이 그룹의 구분과 완전 일치한다.
- 주식회사 산케이 빌딩(株式会社サンケイビル)
  - 주식회사 산케이 회관(株式会社サンケイ会館)
  - 주식회사 산케이 빌딩 테크노(株式会社サンケイビルテクノ)
  - 주식회사 산케이 빌딩 매니지먼트(株式会社サンケイビルマネジメント)
    - 주식회사 산케이 빌딩 메인터넌스 서비스(株式会社サンケイビルメンテナンスサービス)
    - 신와 서비스 주식회사(伸和サービス株式会社)
    - ※VISAHO JOINT STOCK COMPANY Co.,Ltd.

  - 주식회사 브리즈 아트(株式会社ブリーゼアーツ)
  - 주식회사 산케이 빌딩 웰 케어(株式会社サンケイビルウェルケア)
  - 주식회사 그랜비스타 호텔&리조트(株式会社グランビスタホテル&リゾート)
  - 주식회사 산케이 빌딩·에셋 매니지먼트(株式会社サンケイビル・アセットマネジメント)
    - 산케이 리얼 에스테이트 투자법인(サンケイリアルエステート投資法人) - J-REIT(공모 리츠)

### 그 외 사업
IT 시스템의 구축, 인재 비지니스, 더욱이 미디어나 생활에 관한 조사 연구, 해외 사업의 개발이나 신규 비지니스의 개척까지 폭넓은 사업을 전개한다. 후지산케이 그룹의 후지 TV 그룹 및 닛폰 방송 그룹(닛폰 방송의 자회사)의 일부 기업을 중심으로 후지 미디어 홀딩스가 직접 또는 간접적으로 출자하는 자회사·관련 회사로 구성돼있다.
- 주식회사 후지믹(株式会社フジミック, 100%)
  - 주식회사 픽시스 테크놀로지스(株式会社ピクシス・テクノロジーズ, 후지믹 자회사)
  - 주식회사 Fuji Culture X(株式会社Fuji Culture X, 후지믹 자회사)
  - 주식회사 핀스(株式会社フィンズ, 71%, 후지믹 자회사)
  - 주식회사 후지 시스템스(株式会社フジシステムズ, 후지믹 자회사)
  - ※주식회사 TSS 소프트웨어(株式会社TSSソフトウェア, 후지믹 관련 회사) - TV 신히로시마 자회사
  - ※주식회사 미디어 네트워크(株式会社メディアネットワーク, 후지믹 관련 회사)
  - ※주식회사 산케이 시스템 개발(株式会社産經システム開発, 후지믹 관련 회사) - 산케이 신문 자회사
- 주식회사 후지 캐리어 디자인(株式会社フジキャリアデザイン, 100%)
- Fujisankei Communications International, Inc.(100%)
- 주식회사 FCG 종합 연구소(株式会社エフシージー総合研究所, 61.5%)
- 주식회사 닛폰 방송 프로젝트(株式会社ニッポン放送プロジェクト, 닛폰 방송 완전 자회사)
- 주식회사 후지산케이 에이전시(株式会社フジサンケイエージェンシー, 닛폰 방송 자회사)
- 주식회사 후지 미디어 서비스(株式会社フジ・メディア・サービス, 100%) - 기능 회사. 세실(セシール)(2010년 3월기[31]), 산케이 빌딩(2012년 3월기[32])으로의 공개매수 때, 일시적으로 연결자회사로 된 적이 있었다.
- ※이토추·후지 파트너스 주식회사(37%) - 이토추 상사 주식회사의 연결자회사. 스카퍼 JSAT 홀딩스(スカパーJSATホールディングス) 주식의 24.8%를 보유.
- ※주식회사 후지 랜드(株式会社フジランド, 50%)

### 그 외 출자처

#### 그 외 출자처(방송사를 제외)
- ▲주식회사 산케이 리빙 신문(株式会社サンケイリビング新聞社, 20%) - 2018년 3월에 주식의 80%를 RIZAP 그룹으로 매각
- ▲주식회사 야쿠르트 혼샤(3.69%)
- ▲주식회사 야쿠르트 구단(20.0%) - 주식회사 야쿠르트 혼샤의 연결자회사. 도쿄 야쿠르트 스왈로스를 운영한다.
- ▲도호 주식회사(2.82%)
- ▲도에이 주식회사(4.44%)
- ▲도에이 애니메이션 주식회사(8.2%)
- ▲스페이스 샤워 SKIYAKI 홀딩스 주식회사(スペースシャワーSKIYAKIホールディングス株式会社, 9.97%)[33]
- ▲요시모토흥업 홀딩스 주식회사(12.13%) - 필두 주주
- ▲홋카이도 공항 주식회사(北海道空港株式会社, 6.7%, 2007년 3월 31일 기준)
- ▲주식회사 콘텐츠 3(株式会社コンテンツ3, 10.0%)
- ▲주식회사 니혼 네트워크 서비스(株式会社日本ネットワークサービス) - 산니치 YBS 그룹(山日YBSグループ) 산하의 케이블 텔레비전 방송국. FMH는 주요 주주.

#### 그 외 출자처의 후지 네트워크 계열국
출자 비율은 각주가 있는 것을 제외하고, 2021년 3월 31일 시점의 정보이다.
- ▲주식회사 사쿠란보 TV(12.0%)[29]
- ▲이시카와 TV 방송 주식회사(5.0%)
- ▲도카이 TV 방송 주식회사(3.33%)
- ▲주식회사 TV 니시닛폰(5.04%)
- ▲주식회사 TV 미야자키(9.9%)[주석 4]
- ▲가고시마 TV 방송 주식회사(5.0%)

#### 그 외 출자처의 비계열 방송사
출자 비율은 각주가 있는 것을 제외하고, '『일본민간방송연감 2010』(日本民間放送年鑑 2010, 일본민간방송연맹 편)'에 기반해 기재된 2010년 3월 31일 시점의 정보이다.
- ▲주식회사 TV 가나자와(3.0%, 닛폰 TV 계열)
- ▲주식회사 시즈오카 제일 TV(9.0%, 닛폰 TV 계열)
- ▲주식회사 나가사키 국제 TV(11.0%, 닛폰 TV 계열)[29]
- ▲주식회사 튤립 TV(4.0%, TBS 계열)
- ▲주식회사 아이 TV(3.0%, TBS 계열)
- ▲아오모리 아사히 방송 주식회사(4.0%, TV 아사히 계열)
- ▲아키타 아사히 방송 주식회사(7.44%, TV 아사히 계열)
- ▲주식회사 야마가타 TV(7.21%, TV 아사히 계열)[주석 5]
- ▲주식회사 니가타 TV21(5.2%, TV 아사히 계열)
- ▲나가노 아사히 방송 주식회사(3.1%, TV 아사히 계열)
- ▲호쿠리쿠 아사히 방송 주식회사(3.0%, TV 아사히 계열)
- ▲주식회사 에히메 아사히 TV(4.0%, TV 아사히 계열)
- ▲구마모토 아사히 방송 주식회사(5.0%, TV 아사히 계열)
- ▲오이타 아사히 방송 주식회사(5.0%, TV 아사히 계열)
- ▲주식회사 TV 홋카이도(3.0%, TV 도쿄 계열)
- ▲주식회사 TVQ 규슈 방송(4.9%, TV 도쿄 계열)
- ▲주식회사 교토 방송(4.76%, 독립국·NRN 계열)
- ▲주식회사 FM 아키타(7.0%, JFN 계열)
- ▲주식회사 FM 센다이(13.5%, JFN계열)[29]
- ▲주식회사 FM 군마(5.5%, JFN계열)
- ▲주식회사 FM 라디오 니가타(3.4%, JFN계열)
- ▲후쿠이 FM 방송 주식회사(7.0%, JFN계열)
- ▲미에 FM 방송 주식회사(6.0%, JFN계열)
- ▲주식회사 FM 산인(8.0%, JFN계열)
- ▲주식회사 FM 에히메(5.3%, JFN계열)
- ▲주식회사 FM 나가사키(4.0%, JFN계열)
- ▲주식회사 FM802(11.5%, JFL계열)[29]
- ▲주식회사 ZIP-FM(4.3%, JFL계열)

## 역대 사장·회장

### 조견표
| 취임 연월   | 후지 TV                     | 후지 TV                     |
| 취임 연월   | 사장                        | 회장                        |
| ----------- | --------------------------- | --------------------------- |
| 1957년 11월 | 미즈노 시게오(水野成夫)     | 우에무라 고고로(植村甲午郎) |
| 1964년 11월 | 시카나이 노부타카(鹿内信隆) | 미즈노 시게오(水野成夫)     |
| 1974년 11월 | 아사노 요시즈미(浅野賢澄)   | 시카나이 노부타카(鹿内信隆) |
| 1982년 05월 | 이시다 다쓰로(石田達郎)     | 아사노 요시즈미(浅野賢澄)   |
| 1985년 06월 | 하자마 시게아키(羽佐間重彰) | 시카나이 하루오(鹿内春雄)   |
| 1988년 06월 | 히에다 히사시(日枝久)       | 시카나이 노부타카(鹿内信隆) |
| 1989년 12월 | 히에다 히사시(日枝久)       | 시카나이 히로아키(鹿内宏明) |
| 1992년 07월 | 히에다 히사시(日枝久)       | ※부재                       |
| 2001년 07월 | 무라카미 고이치(村上光一)   | 히에다 히사시(日枝久)       |
| 2007년 07월 | 도요다 고(豊田皓)           | 히에다 히사시(日枝久)       |

| 취임 연월   | 후지 TV                   | 후지 TV                   | 후지 MHD                                                         | 후지 MHD              |
| 취임 연월   | 사장                      | 회장                      | 사장                                                             | 회장                  |
| ----------- | ------------------------- | ------------------------- | ---------------------------------------------------------------- | --------------------- |
| 2008년 10월 | 도요다 고(豊田皓)         | 히에다 히사시(日枝久)     | 도요다 고(豊田皓)                                                | 히에다 히사시(日枝久) |
| 2013년 06월 | 가메야마 지히로(亀山千広) | 히에다 히사시(日枝久)     | 오타 히데아키(太田英昭)                                          | 히에다 히사시(日枝久) |
| 2015년 06월 | 가메야마 지히로(亀山千広) | 히에다 히사시(日枝久)     | 가노 슈지(嘉納修治)                                              | 히에다 히사시(日枝久) |
| 2017년 06월 | 미야우치 마사키(宮内正喜) | 가노 슈지(嘉納修治)       | 미야우치 마사키(宮内正喜)                                        | 가노 슈지](嘉納修治)  |
| 2019년 06월 | 엔도 류노스케(遠藤龍之介) | 미야우치 마사키(宮内正喜) | 가네미쓰 오사무(金光修])\|rowspan="3"\|미야우치 마사키(宮内正喜) |                       |
| 2021년 06월 | 가네미쓰 오사무(金光修)   | 미야우치 마사키(宮内正喜) | 가네미쓰 오사무(金光修])\|rowspan="3"\|미야우치 마사키(宮内正喜) |                       |
| 2022년 06월 | 미나토 고이치(港浩一)     | 미야우치 마사키(宮内正喜) | 가네미쓰 오사무(金光修])\|rowspan="3"\|미야우치 마사키(宮内正喜) |                       |
| 2024년 06월 | 미나토 고이치(港浩一)     | 가노 슈지(嘉納修治)       | 가네미쓰 오사무(金光修])\|rowspan="3"\|미야우치 마사키(宮内正喜) | 가노 슈지(嘉納修治)   |
| 2025년 01월 | 시미즈 겐지(清水賢治)     | ※부재                     | 가네미쓰 오사무(金光修])\|rowspan="3"\|미야우치 마사키(宮内正喜) | ※부재                 |

### 역대 사장
| 대 | 성명                        | 재임 기간       | 주요 경력·역직                                                                    |
| -- | --------------------------- | --------------- | --------------------------------------------------------------------------------- |
| 1  | 미즈노 시게오(水野成夫)     | 1957년~1964년   | 아카하타 초대 편집장, 산케이 신문 사장·회장, 분카 방송 사장                       |
| 2  | 시카나이 노부타카(鹿内信隆) | 1964년~1974년   | 후지산케이 그룹 의장, 닛폰 방송 사장, 산케이 신문 사장                            |
| 3  | 아사노 요시즈미(浅野賢澄)   | 1974년~1982년   | 일본 우정성 사무차관                                                              |
| 4  | 이시다 다쓰로(石田達郎)     | 1982년~1985년   | 닛폰 방송 사장, 포니 캐년 창업자                                                  |
| 5  | 하자마 시게아키(羽佐間重彰) | 1985년~1988년   | 후지산케이 그룹 대표, 닛폰 방송 사장, 산케이 신문 사장·회장                       |
| 6  | 히에다 히사시(日枝久)       | 1988년~2001년   | 후지산케이 그룹 대표                                                              |
| 7  | 무라카미 고이치(村上光一)   | 2001년~2007년   | 최고운영책임자, 니혼 에이가 위성방송(日本映画衛星放送) 사장, 도쿄 외국어대학 이사 |
| 8  | 도요다 고(豊田皓)           | 2007년~         | 최고운영책임자                                                                    |
|    |                             | 2008년 10월 1일 | 인정 방송 지주회사 체제로 이행                                                    |
| 8  | 도요다 고                   | - 2013년        | 최고운영책임자, 후지 TV (신사) 사장·부회장                                        |
| 9  | 오타 히데아키(太田英昭)     | 2013년~2015년   | 최고운영책임자, 산케이 신문 회장                                                  |
| 10 | 가노 슈지(嘉納修治)         | 2015년~2017년   | 최고운영책임자, 후지 TV 회장, 간사이 텔레비전 회장                                |
| 11 | 미야우치 마사키(宮内正喜)   | 2017년~2019년   | 오카야마 방송 사장, BS후지 사장, 후지 TV 사장·회장                                |
| 12 | 가네미쓰 오사무(金光修)     | 2019년~현임     | 후지 TV 사장                                                                      |

### 역대 회장
| 대 | 성명                        | 재임 기간       | 주요 경력·역직                                               |
| -- | --------------------------- | --------------- | ------------------------------------------------------------ |
| 1  | 우에무라 고고로(植村甲午郎) | 1957년~1964년   | 일본 경제 단체 연합회 회장, 닛폰 방송 사장, 산케이 신문 회장 |
| 2  | 미즈노 시게오(水野成夫)     | 1964년~1968년   | 아카하타 초대 편집장, 산케이 신문 사장·회장, 분카 방송 사장  |
| 3  | 시카나이 노부타카(鹿内信隆) | 1974년~1982년   | 후지산케이 그룹 의장, 닛폰 방송 사장, 산케이 신문 사장       |
| 4  | 아사노 요시즈미(浅野賢澄)   | 1982년~1985년   | 일본 우정성 사무차관                                         |
| 5  | 시카나이 하루오(鹿内春雄)   | 1985년~1988년   | 후지산케이 그룹 의장, 닛폰 방송 회장, 산케이 신문 회장       |
| 6  | 시카나이 노부타카(鹿内信隆) | 1988년~1989년   | 후지산케이 그룹 의장, 닛폰 방송 사장, 산케이 신문 회장       |
| 7  | 시카나이 히로아키(鹿内宏明) | 1989년~1992년   | 후지산케이 그룹 의장, 닛폰 방송 회장, 산케이 신문 회장       |
| 8  | 히에다 히사시(日枝久)       | 2001년~         | 최고운영책임자, 후지산케이 그룹 대표                         |
|    |                             | 2008년 10월 1일 | 인정 방송 지주회사 체제로 이행                               |
| 8  | 히에다 히사시               | - 2017년        | 최고운영책임자, 후지 TV (신사) 회장                          |
| 9  | 가노 슈지(嘉納修治)         | 2017년~2019년   | 후지 TV 회장, 간사이 텔레비전 회장                           |
| 10 | 미야우치 마사키(宮内正喜)   | 2019년~2024년   | 오카야마 방송 사장, BS후지 사장, 후지 TV 사장·회장           |
| 11 | 가노 슈지                   | 2024년~2025년   | 후지 TV 회장, 간사이 텔레비전 회장                           |

## 업적 추이
| 회계 연도    | 매상고  | 영업 이익 | 경상 이익 | 당기 순이익 |
| ------------ | ------- | --------- | --------- | ----------- |
| 2004년 3월기 | 455,945 | 44,065    | 45,564    | 24,714      |
| 2005년 3월기 | 476,733 | 43,581    | 44,478    | 22,845      |
| 2006년 3월기 | 593,493 | 50,724    | 50,340    | 11,345      |
| 2007년 3월기 | 582,660 | 42,325    | 45,995    | 24,846      |
| 2008년 3월기 | 575,484 | 24,372    | 27,056    | 15,770      |
| 2009년 3월기 | 563,320 | 19,830    | 22,365    | 16,567      |
| 2010년 3월기 |         |           |           |             |
| 2011년 3월기 | 589,671 | 26,351    | 29,460    | 10,002      |
| 2012년 3월기 | 593,645 | 33,204    | 52,320    | 61,213      |
| 2013년 3월기 | 632,029 | 37,608    | 47,209    | 31,337      |
| 2014년 3월기 | 642,145 | 31,527    | 34,838    | 17,282      |
| 2015년 3월기 | 643,313 | 25,628    | 35,102    | 19,908      |
| 2016년 3월기 | 640,572 | 24,394    | 32,400    | 22,835      |
| 2017년 3월기 | 653,976 | 22,319    | 30,380    | 27,396      |
| 2018년 3월기 | 646,536 | 25,258    | 35,120    | 24,956      |
| 2019년 3월기 | 669,230 | 34,709    | 41,975    | 23,627      |
| 2020년 3월기 | 631,482 | 26,341    | 34,854    | 41,307      |
| 2021년 3월기 | 519,941 | 16,274    | 22,295    | 10,112      |
| 2022년 3월기 | 525,087 | 33,338    | 45,534    | 24,879      |

| 회계 연도    | 매상고  | 영업 이익 | 경상 이익 | 당기 순이익 |
| ------------ | ------- | --------- | --------- | ----------- |
| 2004년 3월기 | 358,056 | 37,894    | 39,820    | 21,131      |
| 2005년 3월기 | 376,039 | 38,785    | 40,170    | 21,970      |
| 2006년 3월기 | 381,564 | 39,804    | 40,038    | 5,838       |
| 2007년 3월기 | 377,875 | 35,294    | 38,165    | 23,904      |
| 2008년 3월기 | 382,971 | 22,420    | 27,861    | 15,121      |
| 2009년 3월기 | 347,877 | 17,872    | 22,373    | 9,426       |
| 2010년 3월기 |         |           |           |             |
| 2011년 3월기 | 328,264 | 22,241    | 22,610    | 12,103      |
| 2012년 3월기 | 329,013 | 25,039    | 25,666    | 12,451      |
| 2013년 3월기 | 323,581 | 23,449    | 23,548    | 13,177      |
| 2014년 3월기 | 316,846 | 16,004    | 16,036    | 8,599       |
| 2015년 3월기 | 310,012 | 10,750    | 10,934    | 5,419       |
| 2016년 3월기 | 289,708 | 5,506     | 6,284     | 3,348       |
| 2017년 3월기 | 280,550 | 4,027     | 4,540     | 2,823       |
| 2018년 3월기 | 260,677 | 4,483     | 4,829     | 2,647       |
| 2019년 3월기 | 267,970 | 10,213    | 10,449    | 6,936       |
| 2020년 3월기 | 255,523 | 7,160     | 7,414     | 15,504      |
| 2021년 3월기 | 217,577 | 5,071     | 5,280     | 3,230       |
| 2022년 3월기 | 238,240 | 11,280    | 11,457    | 1,275       |

## 불상사
2021년 3월, 후지 미디어 홀딩스는 2012년부터 2014년까지의 사이, 방송법에서 정한 외자 규제를 경미하게 위반한 것을 공표했다.

### 내용주
1. ↑  TV 아사히나 닛폰 TV, 주부닛폰 방송 등의 사례와 달리 기설 법인으로의 흡수 분할에 의한 지주회사 체제 이행 계획을 채용하지 않았다.
2. ↑  출자 비율은 후지 미디어 홀딩스 95%, 후지 퍼시픽 뮤직 5%이나, 후지 퍼시픽 뮤직이 업무 집행 조합원 때문에(후지 TV, 후지 퍼시픽 음악 출판 '후지 뮤직 파트너스' 설립~신코 뮤직 그룹 보유 서양 음악 출판 사업 영업을 양수:Musicman-NET(フジテレビ、フジパシフィック音楽出版「フジ・ミュージックパートナーズ」設立～シンコーミュージック・グループ保有の洋楽音楽出版事業営業を譲受:Musicman-NET) 보관됨 2007-06-18 - 웨이백 머신)
3. ↑  총무성 전파 이용 홈페이지 지상계 방송사의 2021년 3월 31일 시점의 페이지에 따른 것. 해당 페이지는 매년 갱신 때 내용이 변경된다.
4. ↑  후지 TV계 메인(FNS 단독 가맹)으로 닛폰 TV계(NNS 비가맹)·TV 아사히계와의 트리플 네트워크 방송국.
5. ↑  개국 당초부터 1993년 3월 31일까지는 후지 TV 계열국이었으나, 1975년 4월 1일부터 1980년 3월 31일까지는 후지 TV계·TV 아사히 계열의 크로스 네트워크 방송국이기도 했다.

### 참조주
1. 1 2 3 4 5 6  주식회사 후지 미디어 홀딩스 (2023년 6월 28일). “제82기(2022년 4월 1일~2023년 3월 31일) 유가 증권 보고서(第82期(2022年4月1日 - 2023年3月31日)有価証券報告書)” (PDF). 주식회사 후지 미디어 홀딩스.
2. ↑  주식회사 후지 미디어 홀딩스 정관 제1장 제1조
3. ↑  “＜후지 ＨＤ＞ 센다이 방송을 자회사화(＜フジＨＤ＞仙台放送を子会社化)”. 《가호쿠 신보 온라인 뉴스》. 2016년 12월 1일. 2017년 11월 19일에 원본 문서에서 보존된 문서. 2025년 2월 7일에 확인함.
4. ↑  주식회사 후지 미디어 홀딩스 (2023년 6월 28일). 제82기(2022년 4월 1일~2023년 3월 31일) 유가 증권 보고서 주식 등의 상황(第82期(2022年4月1日 - 2023年3月31日)有価証券報告書 株式等の状況) (보고서).
5. ↑  일본민간방송연맹 (1966년 11월 20일). 《일본방송연감'66(日本放送年鑑'66)》. 오분샤(旺文社). 248쪽.
6. ↑  일본민간방송연맹 (1978년 12월). 《일본방송연감'78(日本放送年鑑'78)》. 요분샤(洋文社). 172쪽.
7. ↑  일본민간방송연맹 (1981년 12월 15일). 《일본민간방송연감'81(日本民間放送年鑑'81)》. 고켄 출판(コーケン出版). 201쪽.
8. ↑  일본민간방송연맹 (1992년 11월 26일). 《일본민간방송연감'92(日本民間放送年鑑'92)》. 고켄 출판(コーケン出版). 233쪽.
9. ↑  일본민간방송연맹 (1993년 11월 18일). 《일본민간방송연감'93(日本民間放送年鑑'93)》. 고켄 출판(コーケン出版). 239쪽.
10. ↑  일본민간방송연맹 (1995년 11월 30일). 《일본민간방송연감'95(日本民間放送年鑑'95)》. 고켄 출판(コーケン出版). 258쪽.
11. ↑  일본민간방송연맹 (1997년 12월 24일). 《일본민간방송연감'97(日本民間放送年鑑'97)》. 고켄 출판(コーケン出版). 263쪽.
12. ↑  일본민간방송연맹 (1998년 11월 30일). 《일본민간방송연감'98(日本民間放送年鑑'98)》. 고켄 출판(コーケン出版). 249쪽.
13. ↑  일본민간방송연맹 (2003년 11월). 《일본민간방송연감2003(日本民間放送年鑑2003)》. 고켄 출판(コーケン出版). 240쪽.
14. ↑  일본민간방송연맹 (2005년 11월 25일). 《일본민간방송연감2005(日本民間放送年鑑2005)》. 고켄 출판(コーケン出版). 262쪽.
15. ↑  일본민간방송연맹 (2006년 11월 27일). 《일본민간방송연감2006(日本民間放送年鑑2006)》. 고켄 출판(コーケン出版). 267쪽.
16. ↑  “有報リーダー”. Lafla. 2017년 6월 9일에 확인함. 다음 글자 무시됨: ‘和書’ (도움말)
17. ↑  주식회사 후지 미디어 홀딩스 (2021년 6월 25일). 제80기(2020년 4월 1일~2021년 3월 31일) 유가 증권 보고서 주식 등의 상황(第80期(2020年4月1日 - 2021年3月31日)有価証券報告書 株式等の状況) (보고서).
18. ↑  외국인 등의 의결권 비율에 관한 공고 실시의 공지 2015년 4월 21일 후지 미디어 홀딩스 적시 개시 자료(外国人等の議決権比率に関する公告実施のお知らせ　2015年4月21日 フジ・メディア・ホールディングス適時開示資料)
19. ↑  “제73회 정시 주주 총회 소집 통지(第73回定時株主総会招集ご通知)” (PDF). 《후지 미디어 홀딩스》. 14쪽.
20. ↑  후지 미디어 홀딩스의 상호 보유 주식에 해당하는 0.002%~0.004%분
21. ↑  당사의 과년도의 의결권의 취급에 관한 과오에 대해(当社の過年度における議決権の取り扱いに関する過誤について) - 후지 미디어 홀딩스 공식 릴리스, 2021년 4월 6일 열람
22. ↑  당사의 과년도의 외국인 등의 의결권 비율의 정정에 대해(当社の過年度における外国人等の議決権比率の訂正について) - 후지 미디어 홀딩스 공식 릴리스, 2021년 4월 8일 열람
23. ↑  “총무성, 도호쿠신샤의 방송 사업의 인정을 취소로. 외자 규제 위반(総務省、東北新社の放送事業の認定取消しへ。外資規制違反)”. 《AV Watch》. 2021년 3월 12일.
24. ↑  '지상파 후지 TV의 면허가 바로 취소된다는 이야기는 아니다' 후지 미디어 HD, 외자 규제 위반 의혹으로 어떻게 되나?(「地上波のフジテレビの免許が直ちに取り消されるという話ではない」 フジ・メディアHD、外資規制違反疑いでどうなる？) - Abema TIMES, 2021년 4월 8일 열람
25. ↑  후지 HD의 인정을 취소하지 않고 외자 규제 위반, 파악 시에 해소로―다케다 총무상(フジＨＤの認定取り消さず　外資規制違反、把握時に解消で―武田総務相) - 지지 통신사, 2021년 4월 9일 열람
26. ↑  “그룹 회사(グループ会社)”. 후지 미디어 홀딩스.
27. ↑  “유가 증권 보고서－제83기(2023년 4월 1일-2024년 3월 31일)(有価証券報告書－第83期(2023年4月1日－2024年3月31日))” (PDF). 후지 미디어 홀딩스. 2024년 6월 28일.
28. ↑  "바뀌는" 후지 미디어 홀딩스 중기 경영 계획 2018년도→2020년도("変わる"フジ・メディア・ホールディングス 中期経営計画2018年度→2020年度)
29. 1 2 3 4 5 6 7 8 9 10 11 12 13 14 15 16 17 18 19 20 21 22 23  기간 방송사의 의결권 보유 상황 등 지상계 방송사(基幹放送事業者の議決権保有状況等 地上系放送事業者) - 총무성 전파 이용 홈페이지 2024년 6월 21일 열람
30. ↑  주식회사 센다이 방송의 주식의 취득(자회사화)에 관한 알림(株式会社仙台放送の株式の取得(子会社化)に関するお知らせ), 주식회사 후지 미디어 홀딩스, 2016년 11월 30일
31. ↑  “제69기 유가 증권 보고서(第69期　有価証券報告書)” (PDF). 후지 미디어 홀딩스. 2010년 6월 29일.
32. ↑  “유가 증권 보고서-제71기(헤이세이 23년(2011년) 4월 1일-헤이세이 24년(2012년) 3월 31일(有価証券報告書 ‐ 第71期(平成23年4月1日 ‐ 平成24年3月31日))” (PDF). 후지 미디어 홀딩스. 2012년 6월 28일.
33. ↑  “경영 종합 및 지주회사 체제로의 이행에 관한 SKIYAKI 오쿠보 대표와 스페이스 샤워 네트워크 하야시 대표의 설명 영상(経営統合及び持株会社体制への移行に関するSKIYAKI小久保代表とスペースシャワーネットワーク林代表による説明動画)”. 로그미 파이낸스(ログミーファイナンス).
34. ↑  “후지 HD, 외자 규제 위반 인정하다 '총무성에 14년 보고'(フジHD、外資規制違反認める 「総務省に14年報告」)”. 《니혼케이자이 신문》. 2021년 4월 8일.

## 같이 보기
- FCG빌딩 / 후지 TV 본사
- 닛폰 방송·분카 방송 - NRN
- 후지 TV 계열(FNN·FNS)
- 간사이 텔레비전 방송
- 도카이 TV 방송
- TV 니시닛폰
- 센다이 방송
- 한큐한신홀딩스(한큐 한신 도호 그룹)
  - 도호